# 제니 매캘파인
제니 매캘파인(Jennie McAlpine, 1984년 2월 12일 ~ )은 잉글랜드의 배우이다.